# Portada/article abril 10

## Consulta sobre la independència de Catalunya a Arenys de Munt
La consulta sobre la independència de Catalunya a Arenys de Munt, primera consulta municipal sobre la independència de Catalunya de la història que es va celebrar als Països Catalans, va ser una consulta d'àmbit municipal no vinculant impulsada pel Moviment Arenyenc per a l'Autodeterminació (MAPA) que se celebrà el 13 de setembre de 2009 a la localitat d'Arenys de Munt (Maresme). En aquesta consulta es formulà, exclusivament als veïns d'aquesta vila, la pregunta següent: «Està d'acord que Catalunya esdevingui un Estat de dret, independent, democràtic i social, integrat a la Unió Europea?». Hi van poder votar els immigrants i els joves majors de setze anys, sectors no inclosos en els altres comicis.
El "sí" a favor de la independència va guanyar amb un 96,2% de vots a favor. La participació a la població va ser del 41,0%.